# Molly Shoichet
Molly Shoichet es una profesora de ciencias canadiense, especializada en química e ingeniería biomédica. Fue la primera científica jefe de Ontario.  Es una galardonada ingeniera biomédica canadiense conocida por su trabajo en ingeniería de tejidos, y la única persona en ser miembro de las tres Academias Nacionales en Canadá. Fue nombrada Jefa Científica para Ontario en noviembre de 2017, pero fue despedida ocho meses después cuando el gobierno cambió de liberal a conservador. 

## Educación
Estudió en el Instituto de Tecnología de Massachusetts y recibió su licenciatura en química en 1987. Asistió a la Universidad de Massachusetts Amherst para sus estudios de doctorado y obtuvo su PhD en ciencia e ingeniería de polímeros en 1992.

## Carrera
Después de recibir su doctorado, se unió a la facultad de la Universidad Brown como profesora adjunta, mientras trabajaba simultáneamente en la industria. Se unió a la Universidad de Toronto en 1995.  Su trabajo incluye ingeniería de tejidos y polímeros, centrándose en la administración de fármacos y la regeneración de tejidos. Al principio de su carrera, estudió la barrera hematoencefálica.  Los métodos de su laboratorio incluyen el uso de un gel para administrar medicamentos a una ubicación específica en el sistema nervioso central y para evitar la barrera hematoencefálica. Los medicamentos administrados de esta manera incluyen medicamentos y agentes de quimioterapia para retardar o revertir el daño de un derrame cerebral. Este método de administración también se está probando con células madre e incluye estudios sobre el uso de hidrogeles que suministran células madre a retinas que no funcionan.  Estos hidrogeles están diseñados para ser fácilmente inyectables en el tejido y luego forman un andamio para que las células crezcan en la forma tridimensional apropiada.
En 2015, cofundó Research2Reality para mostrar la investigación científica en Canadá a través de una combinación de publicaciones de blogs accesibles y videos cortos.  También ha organizado la exposición "Artful Science" en el Aeropuerto Internacional Toronto Pearson.
En noviembre de 2017, la primera ministra Kathleen Wynne nombró a Shoichet como la primera científica en jefe de Ontario.  Dirigió un equipo de seis personas para establecer conexiones entre el gobierno federal, la ciencia y los sectores empresariales y promover el uso de evidencia en el desarrollo de políticas.
El 3 de julio de 2018, fue despedida de su cargo por el recién nombrado gobierno conservador.

## Honores y premios
En 2010, fue una de las 30 personas que recibió la Orden de Ontario.
Fue galardonada en América del Norte con los Premios L'Oréal-UNESCO para Mujeres en la Ciencia en 2015 por su trabajo en la regeneración de tejido nervioso y en el desarrollo de métodos de administración directa de medicamentos para la médula espinal y el cerebro utilizando materiales novedosos. Ha abogado por mujeres de ciencia y profesoras.
La Universidad de Toronto la designó "Profesora de Universidad" en 2014.  Es la única persona miembro de las tres Academias Nacionales en Canadá.  La Universidad de Toronto también la honró en 2013 como "Inventora del Año".
Fue la ganadora en 2017 del Premio Kalev Pugi del Instituto de Química de Canadá.  Es titular de la Cátedra de Investigación de Canadá en Ingeniería de Tejidos. Ese mismo año, también recibió el Premio Killam de ingeniería.  Fue galardonada como Oficial de la Orden de Canadá (OC) según la Casa de Gobierno del 29 de diciembre de 2017.

### Otros honores
- Miembro de la Asociación Americana para el Avance de la Ciencia (2013)
- Medalla del Jubileo de Diamante Reina Isabel II (2013)
- Miembro de la Academia Canadiense de Ciencias de la Royal Society de Canadá.
- Miembro de la Academia Canadiense de Ingeniería
- Miembro de la Academia Canadiense de Ciencias de la Salud.
- Sociedad Internacional de Ingeniería de Tejidos y Medicina Regenerativa (TERMIS) Senior Scientist Award (2014)